# Mascana (Homs)
Mascana (em árabe: مسكنة‎; romaniz.: Maskanah) é uma vila no centro da Síria, administrativamente parte da província de Homs, localizada logo ao sul da cidade de Homs. As localidades próximas incluem Kafr Aaya, Qattinah e Aabel a oeste, Jandar a sul e Fairouzeh e Zaidal a nordeste. Segundo censo de 2004 do Departamento Central de Estatísticas (CBS), Mascana possui uma população de 4 430 habitantes; em 1945, sua população foi estimada em 900 indivíduos. Seus habitantes são predominantemente cristãos sírios ortodoxos e católicos.